# ثورنتون (إلينوي)
ثورنتون (بالإنجليزية: Thornton)‏ هي قرية تقع في الولايات المتحدة في إلينوي. يقدر عدد سكانها بـ 2,338 نسمة .

## الموقع الجغرافي
الموقع الجغرافي للمناطق المحيطة بهذه النقطة هو كالتالي: